# Gara Leordina
Gara Leordina este o stație de cale ferată care deservește Leordina, județul Maramureș, România. Situată pe Linia 409, linie secundară a Magistralei CFR 400, este una din cele două gări din comuna Leordina, cealaltă fiind Gara Leordina hc.

## Istoric
Comuna Leordina a fost legată la rețeaua de cale ferată în 1913, odată cu inaugurarea liniei de cale ferată Visóvölgy (Valea Vișeului) – Alsóvisó (Vișeu de Jos) – Borsa (Borșa). Pornind din localitatea Valea Vișeului (în maghiară "Visóvölgy"), din linia Máramarossziget (Sighetu Marmației) – Barnabás (Kostîlivka/Berlebaș) – Kőrösmező (Iasinia/Frasin) – Stanislau (Ivano-Frankivsk) pusă în funcțiune în 1895, a fost construită o cale ferată cu ecartamentul normal (1 435 mm) de-a lungul râului Vișeu prin Vișeu de Jos (în maghiară "Alsóvisó", în germană "Unterwischau") și Vișeu de Sus (în maghiară "Felsővisó", în germană "Oberwischau") către Borșa (în maghiară "Borsa", în germană "Borscha"). La sfârșitul Primului Război Mondial, partea de sud a comitatului Maramureș a devenit parte componentă a României, în timp ce partea de nord a ajuns pe teritoriul Cehoslovaciei. Frontiera a fost astfel trasată, încât traseul liniei Valea Vișeului – Borșa s-a aflat în întregime pe teritoriul României. Ca urmare a stabilirii acestor noi granițe, linia ferată Debrecen – Satu Mare – Korolevo – Sighetu Marmației a fost împărțită în patru părți: porțiunea de vest de la Debrecen până la Nyírábrány a rămas Ungariei, porțiunea de la Carei la Halmeu a trecut pe teritoriul României, tronsonul de la Diakovo (astăzi Nevetlenfolu) până după Teresva pe teritoriul cehoslovac și cel de după Teresva de la Câmpulung la Tisa la Sighetu Marmației din nou pe teritoriul României. De asemenea, linia ferată Sighetu Marmației – Ivano-Frankivsk a fost împărțită în trei părți: porțiunea de sud de la Sighetu Marmației până după Valea Vișeului a rămas României, porțiunea mediană de la Dilove la Frasin a trecut pe teritoriul cehoslovac și cea de nord de după Frasin la Ivano-Frankivsk pe teritoriul Poloniei. Astfel calea ferată din Județul Maramureș a fost ruptă de restul rețelei feroviare a României. În 1928 s-a încheiat un acord între Polonia, Cehoslovacia și România cu privire la modul de folosire a acestei linii, astfel legătura feroviară dintre Maramureș și restul țării se facea prin teritoriul cehoslovac. În perioada interbelică, guvernul României a adoptat măsura construirii unei căi ferate care să lege nordul Transilvaniei de Maramureș, dar acesta nu a putut fi dus la capăt. În 1940 a fost pusă în funcțiune o cale ferată cu ecartament îngust care pleca de la Telciu și se conecta cu căile ferate din Maramureș în apropiere de Moisei. Ca urmare a celor două dictate de la Viena din martie 1939 și august 1940 liniile ferate Sighetu Marmației – Ivano-Frankivsk, cu excepția porțiunii de nord care a trecut la Uniunea Sovietică iar după 1941 sub controlul autorităților militare germane de ocupație prin Direcția Căilor Ferate de Est Lemberg (în germană "Ostbahndirektion Lemberg"), subordonată Direcției Generale a Căilor Ferate de Est (în germană "Generaldirektion der Ostbahn" Gedob), Debrecen – Sighetu Marmației și Valea Vișeului – Borșa au trecut sub control maghiar pentru o perioadă de câțiva ani. După sfârșitul celui de-al Doilea Război Mondial, granițele din anul 1938 au fost restaurate parțial, însă Ucraina Carpatică nu a mai fost retrocedată Cehoslovaciei, ci a fost inclusă în Uniunea Sovietică. Căile Ferate Sovietice (în rusă "Советские железные дороги" Sovetskie Jeleznîe Doroghi SJD) au schimbat ecartamentul liniilor, porțiunea de cale ferată preluată fiind trecută de la ecartamentul standard (1 435 mm) la ecartamentul larg (1 520 mm). România a primit înapoi partea de sud a Maramureșului (Județul Maramureș interbelic), cu porțiunea de sud a liniei. Deoarece tronsonul de la vest de Sighetu Marmației al căii ferate Debrecen – Sighetu Marmației, în apropierea localității Câmpulung la Tisa, a trecut iarăși pe teritoriul unui stat străin, de această dată cel sovietic, s-a rupt legătura de la Borșa și Valea Vișeului prin Sighetu Marmației către Câmpulung la Tisa cu rețeaua feroviară a României. Din 1947 legătura Maramureșului cu restul țării pe calea feroviară a fost refăcută odată cu reluarea tranzitului prin teritoriul, de acum, sovietic. În 1949 a fost pusă în funcțiune linia Salva – Dealul Ștefăniței – Vișeu de Jos, care a conectat linia de cale ferată Valea Vișeului – Vișeu de Jos – Borșa deschisă în 1913 cu linia de cale ferată Beclean – Salva – Rodna Veche pusă în funcțiune în anul 1890, România a stabilit astfel o legătură a căilor ferate din Maramureș cu restul rețelei sale feroviare, fără a mai fi necesar tranzitarea teritoriului altei țări. Tronsonul între Valea Vișeului – Sighetu Marmației – Câmpulung la Tisa a fost echipat cu patru șine, pentru a putea fi folosit atât de trenurile care circulă pe șine cu ecartament normal, cât și de cele care circulă pe șine cu ecartament larg și este considerat linie de peaj. După destrămarea Uniunii Sovietice în 1991, partea de nord a traseului a fost preluată de Căile Ferate Ucrainene (în ucraineană "Укрзалізниця" Ukrzaliznîția UZ) de la fosta companie feroviară sovietică SJD. Ambele puncte de trecere a frontierei, Valea Vișeului și Câmpulung la Tisa, sunt echipate numai cu șine cu ecartament larg.

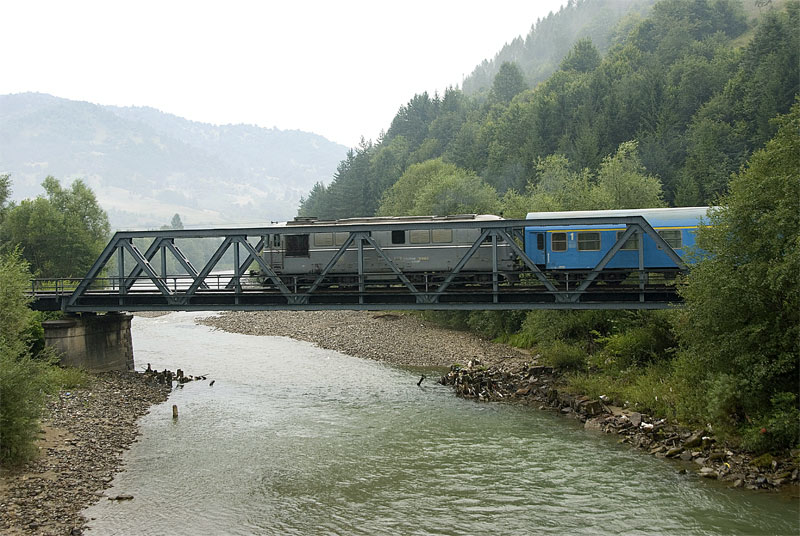
Tren pe podul feroviar peste râul Vișeu din Leordina

## Gara
Gara Leordina este situată în satul Leordina din comuna cu același nume, la 520 m de centrul comunei.
Stația Leordina este amplasată pe Linia 409 Salva – Vișeu de Jos – Sighetu Marmației, la kilometrul 73+245 față de stația Salva, respectiv la kilometrul 45+063 față de stația Sighetu Marmației. Stația este dotată cu instalație de centralizare electromecanică CEM.
Stația Leordina are patru linii, dintre care două sunt folosite pentru trenurile cu pasageri cât și pentru trenurile de marfă (Liniile 3 și 4), iar două linii sunt folosite pentru încărcare și descărcare mărfuri din mijloace de transport auto (Liniile 1 și 2). Cea mai scurtă linie are o lungime de 299 m iar cea mai lungă are 553 m.
În trecut stația Leordina făcea legătura cu o linie îngustă forestieră (760 mm) de 27 km care trecând prin Ruscova, Repedea și Poienile de sub Munte ajungea în munții din nord, la Socolău.
Calea ferată asigură legătura comunei Leordina pe linii adiacente Magistralei 400 spre Beclean pe Someș și Dej pentru transportul feroviar de călători și marfă. Prin gara Leordina trec zilnic trenuri Regio (R) ale operatorului CFR Călători.

## Distanțe față de alte gări din România și Europa

### Distanțe față de alte gări din România
- Leordina și Arad (via Cluj-Napoca și Teiuș) - 511 km
- Leordina și Baia Mare (via Dej Călători și Beclean pe Someș) - 253 km
- Leordina și Beclean pe Someș - 95 km
- Leordina și București Nord (via Cluj-Napoca) - 592 km
- Leordina și București Nord (via Deda) - 561 km
- Leordina și Cluj-Napoca - 178 km
- Leordina și Dej Călători - 133 km
- Leordina și Episcopia Bihor (via Cluj-Napoca) - 337 km
- Leordina și Jibou (via Dej Călători) - 195 km
- Leordina și Oradea (via Cluj-Napoca) - 331 km
- Leordina și Satu Mare (via Baia Mare) - 313 km
- Leordina și Suceava (via Salva) - 310 km

### Distanțe față de alte gări din Europa
- Leordina și  Železničná stanica Bratislava-Petržalka (via Arad, Keleti Budapesta și Hauptbahnhof Viena) - 1091 km
- Leordina și  Keleti Budapesta (via Arad) - 764 km
- Leordina și  Keleti Budapesta (via Oradea) - 587 km
- Leordina și  Keleti Budapesta (via Valea lui Mihai) - 641 km
- Leordina și  Chișinău (via Suceava și Iași) - 556 km
- Leordina și  Kiev Pasajirski (via Suceava) - 1090 km
- Leordina și  Kiev Pasajirski (via Teresva, Korolevo, Mukacevo, Batovo, Strîi, Liov, Rivne și Sarnî) - 1030 km
- Leordina și  Kiev Pasajirski (via Valea Vișeului, Rahiv, Ivano-Frankivsk, Liov, Rivne și Sarnî) - 922 km
- Leordina și  Praha hlavní nádraží (via Arad, Keleti Budapesta, Hauptbahnhof Viena și Brno hlavní nádraží) - 1437 km
- Leordina și  Hauptbahnhof Viena (via Arad) - 1026 km
- Leordina și  Hauptbahnhof Viena (via Oradea) - 841 km
- Leordina și  Hauptbahnhof Viena (via Valea lui Mihai) - 895 km